# Eleccions al Dáil Éireann de 1969

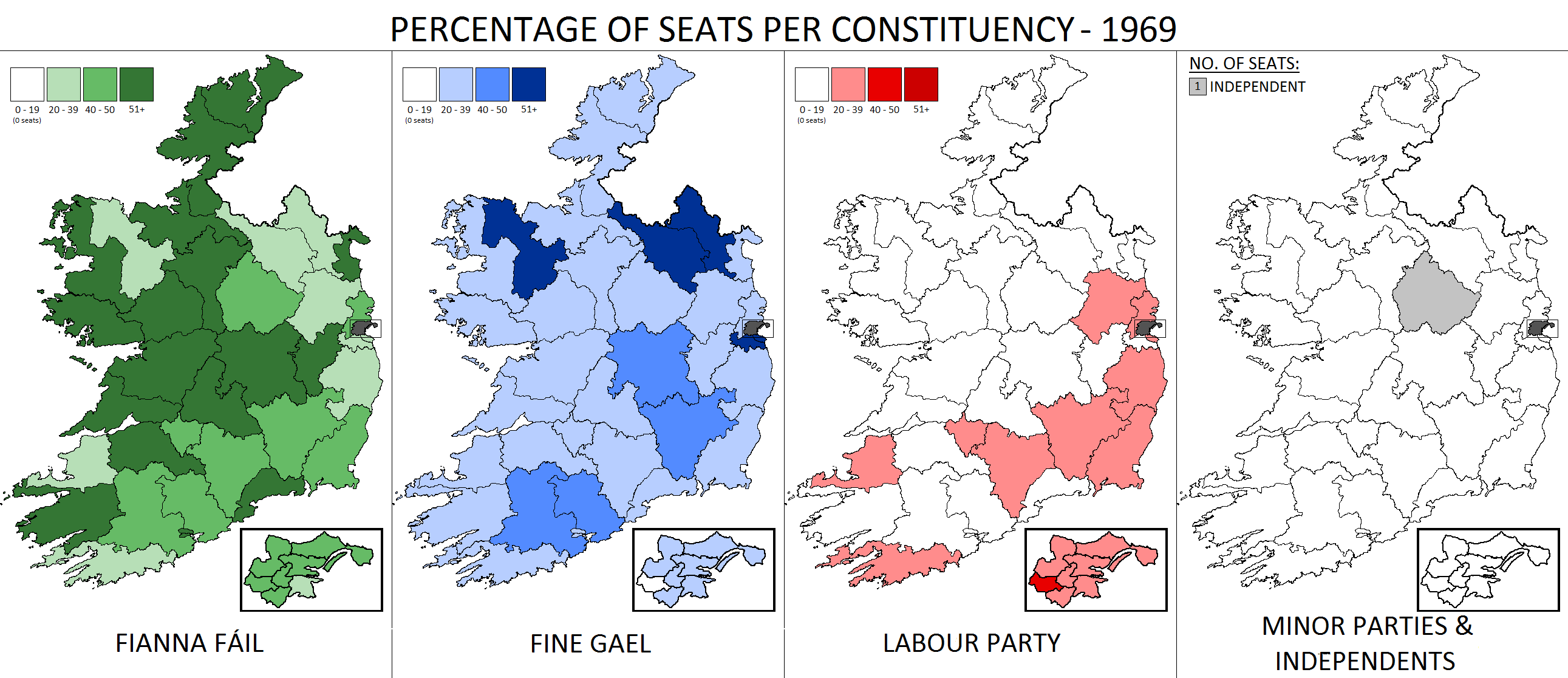
Resultats per circumscripcions i partits

Les eleccions al Dáil Éireann de 1969 es van celebrar el 28 de febrer de 1969 per a renovar els 144 diputats del Dáil Éireann. Va guanyar el Fianna Fáil per majoria absoluta i Jack Lynch formaria govern

## Resultats
| Partit       | Líder          | Vot popular | %     | Escons |
| Fianna Fáil  | Jack Lynch     |             | 44,6% | 74     |
| Fine Gael    | Liam Cosgrave  |             | 33,3% | 50     |
| Laborista    | Brendan Corish |             | 16,6% | 18     |
| Independents |                |             | 5,5%  | 1      |